# Lunne en Ström
Lunne en Ström (Zweeds: Lunne och Ström) is een småort in de gemeente Örnsköldsvik in het landschap Ångermanland en de provincie Västernorrlands län in Zweden. Het småort heeft 61 inwoners (2005) en een oppervlakte van 23 hectare. Eigenlijk bestaat het småort uit twee plaatsen: Lunne en Ström. Het småort ligt aan de rand van een bos, vlak bij de meren Idbyfjärden en Öfjärden.